# Teatro degli Animosi
Il Teatro degli Animosi è un teatro situato a Marradi.

## Storia
Tipico esempio di teatrino accademico realizzato secondo i canoni del teatro all'italiana fra la fine del '700 e l'inizio dell'800 ha svolto un'intensa attività come sede della locale Accademia degli Animosi fino al 1938, quando venne acquisito dal Dopolavoro Ferroviario.
Passato in proprietà al Comune nel 1970, ha cessato ogni attività per motivi di inagibilità.
Dopo sporadiche riaperture, per esempio in occasione delle prime celebrazioni dedicate al poeta Dino Campana, il teatro è stato inserito nel Progetto Regionale FIO per i teatri e oggetto di un lungo restauro/ripristino su progetto dell'ingegner Domenico Naldoni, conclusosi nel 1990.
Da allora il Teatro degli Animosi ha ripreso una nuova intensa attività grazie anche al fatto che dopo il recupero della sala Mokambo, già sede del "Circolo dei Signori", e la realizzazione di un nuovo avancorpo con biglietteria e sala guardaroba, nel 1997 è stato affidato alla gestione all'Associazione Culturale "A Marradi c'è ..".
Il teatro è diventato luogo di molteplici iniziative: dalle mostre ai convegni, dalla scuola di ballo al laboratorio teatrale, dallo studio di registrazione alla discoteca e alla ripresa di una programmazione cinematografica di prima visione.
Dall'ottobre del 2015 la gestione è stata affidata alla compagnia teatrale locale: "Compagnia per non perire d'inedia".